# Guardians of the Galaxy Vol. 3
Guardians of the Galaxy Vol. 3 ist ein US-amerikanischer Science-Fiction-Actionfilm von Regisseur James Gunn, der am 5. Mai 2023 in den USA erschienen ist und in den österreichischen und deutschen Kinos bereits zwei Tage zuvor startete. Es handelt sich um die finale Fortsetzung zu den Filmen Guardians of the Galaxy (2014) sowie Guardians of the Galaxy Vol. 2 (2017) und um den 32. Spielfilm innerhalb des Marvel Cinematic Universe (MCU).

## Handlung
Die Guardians of the Galaxy haben ihr Hauptquartier auf Knowhere aufgeschlagen. Peter ertränkt seinen Kummer über Gamora, deren jetzige Version sich nicht an ihre Liebe erinnert, in Alkohol. Eines Nachts werden die Guardians von Adam Warlock angegriffen, einem Krieger der Sovereigns, der von ihrer Hohepriesterin Ayesha geschaffen wurde. Nachdem Adam die Guardians zunächst überwältigt und Rocket schwer verwundet hat, wird er von Nebula niedergestochen und muss verletzt fliehen. Die Guardians sind nicht in der Lage, Rockets Wunden zu versorgen, da eine offenbar von der Firma Orgocorp hergestellte mechanische Killswitch-Sperre in seiner Brust steckt, die eine medizinische Behandlung verhindert. Sie beschließen, zur Orgosphäre, dem Hauptquartier von Orgocorp, zu reisen, in der Hoffnung, einen Überbrückungscode zur Deaktivierung der Sperre in Rockets Akten zu finden.
Während Rocket bewusstlos daliegt, erinnert er sich an seine Vergangenheit: Als Babywaschbär wurde an ihm durch den High Evolutionary experimentiert, einem Wesen mit der Kontrolle über eine künstlich beschleunigte Evolution, der versuchte, tierische Lebensformen in anthropomorphe Arten zu verwandeln, mit dem Ziel, eine perfekte Spezies zu erschaffen. Rocket freundete sich damals mit anderen Versuchspersonen des High Evolutionary an: einer Otterdame namens Lylla, einem Walross namens Teefs und einem Kaninchen namens Floor. Der High Evolutionary war erstaunt über Rockets Intelligenz, zugleich aber wütend darüber, dass Rocket ein Problem lösen konnte, dessen Lösung ihm selbst bislang misslungen war. Der High Evolutionary perfektionierte nun den Anthropomorphisierungsprozess nach Rockets Rat, wodurch sich erstmals „perfekte“ Spezies erschaffen ließen, und ordnete in der Folge an, Rockets Gehirn zu extrahieren und ihn, seine Freunde sowie alle anderen Wesen aus der „Produktionscharge 89“ zu töten. Rocket, der in der Zwischenzeit heimlich Teile für einen Schlüssel zur Flucht gesammelt hatte, entkam aus seiner Zelle und befreite auch Lylla, die daraufhin aber vom High Evolutionary erschossen wurde. In seiner Wut zerfleischte Rocket das Gesicht seines Schöpfers und erledigte seine Wachen, aber auch Teefs und Floor wurden in dem Chaos von Schüssen getötet. Anschließend stahl Rocket ein Raumschiff und floh von dem Planeten.
Nun möchte der High Evolutionary Rocket, der von ihm nur „Subjekt 89P13“ genannt wird, zurückholen, da dieser, auch wenn er nach seiner Ansicht nicht perfekt ist, die einzige seiner Schöpfungen ist, die sich selbstständig weiterentwickelt hat, da sein Hirn zu kreativen Gedanken befähigt ist. Daher hat der High Evolutionary Ayesha und Adam, welche als Sovereigns ebenfalls zu seinen Schöpfungen gehören, mit der Beschaffung des Gehirns beauftragt und bedroht sie mit der Zerstörung ihres Planeten; somit konnte Ayesha auch die Gelegenheit nutzen und sich bei den Guardians für einen früheren Diebstahl rächen.
Mit der Unterstützung der Ravagers und der Gamora aus der Vergangenheit infiltrieren die Guardians die Orgosphäre und holen Rockets Akte zurück, müssen aber feststellen, dass der gesuchte Code entfernt wurde. Sie werden von den Wächtern der Orgosphäre angegriffen und entkommen nur knapp, nachdem Peter Quill die Jetpacks der Anzüge der Wächter aus der Ferne aktiviert hat. Sie kommen zu dem Schluss, dass Theel, einer der Wissenschaftler des High Evolutionary, den Überbrückungscode in seinem Computer-Gedächtnis gespeichert haben könnte, und beschließen, ihn aufzuspüren.
Dazu besucht das Team gegen Gamoras Rat den vom High Evolutionary beherrschten Planeten Gegen-Erde, obwohl sie eine Falle vermuten. Ayesha und Adam Warlock fangen eine Nachricht von Gamora über das Funkgerät eines Ravagers ab, den Warlock während eines Verhörs getötet hat, und folgen ihren Koordinaten zur Gegen-Erde, einer vom High Evolutionary erschaffenen exakten Kopie der Erde, die er mit seinen „perfekten“ Spezies bevölkert hat. Mit der Hilfe der dortigen Einwohner verorten Quill, Nebula und Groot Theel auf dem Schiff des High Evolutionary und machen sich auf dem Weg zu diesem, während Drax und Mantis mit Gamora und Rocket beim Schiff der Guardians zurückbleiben. Quill und Groot gehen an Bord des Schiffes des High Evolutionary, während Nebula gezwungen wird, zurückzubleiben.
Mantis begleitet den Ungutes befürchtenden Drax widerwillig zum Schiff des High Evolutionary. Dieser wird von Quill auf die ebenso in der Zivilisation dieses Planeten existierenden sozialen Probleme angesprochen, woraufhin er das Raumschiff mit den gefangenen Quill und Groot an Bord startet und die Selbstzerstörung des Planeten mit seiner „unvollkommener“ Schöpfung in Gang setzt. Gamora bleibt mit Rocket zurück, wird aber von einem Schweinekrieger angegriffen, den der High Evolutionary geschickt hat und der selbst getötet wird, als Adam Warlock auf der Suche nach Rocket eintrifft. Gamora überwältigt Warlock und lässt das Schiff der Guardians starten, während er vergeblich versucht, Ayesha vor der sich ausbreitenden Zerstörung des Planeten zu retten. Quill und Groot besiegen erfolgreich die Männer des High Evolutionary und nehmen Theel gefangen. Sie springen mit ihm vom Schiff, nutzen Theels Körper, um den Aufprall abzufedern, und holen Rockets Überbrückungscode aus seinem Gedächtnis zurück, bevor Gamora mit dem Raumschiff auf sie trifft. In der Zwischenzeit entern Nebula, Mantis und Drax das Schiff des High Evolutionary.
Während Quill, Groot und Gamora versuchen, auf den Code zuzugreifen, erleidet Rocket einen Herzstillstand und hat eine Nahtoderfahrung, bei der er Lylla sowie Teefs und Floor wiedersieht. Lylla sagt ihm, dass seine Zeit noch nicht gekommen ist, während Quill den Code benutzt, um den Kill Switch zu deaktivieren und Rockets Leben zu retten. Mantis, Nebula und Drax stoßen auf dem Schiff des High Evolutionary auf Hunderte von eingesperrten, von ihm geschaffenen humanoiden Kindern, bevor sie selbst gefangen genommen und in eine Kammer mit drei Abilisken gebracht werden; jenen Kreaturen, gegen die die Guardians bereits auf dem Heimatplaneten der Sovereign gekämpft haben. Mantis gelingt es, die Abilisken auf ihre Seite zu ziehen, und die drei entkommen aus der Kammer, bevor sie sich mit den anderen Guardians wiedervereinigen und die Armee des High Evolutionary überwältigen. Die inzwischen um Hilfe gebetenen Kraglin und Cosmo kommen mit Knowhere angeflogen, sodass Cosmo Knowhere mit ihren Telekinesekräften mit dem Schiff des High Evolutionary verbinden kann, um die gefangenen Kinder zu befreien. Rocket entdeckt bei dieser Befreiungsaktion Waschbärenbabys und andere Versuchstiere, wird aber bei dem Versuch, sie alle zu befreien, vom High Evolutionary angegriffen, ehe die Guardians ihm zu Hilfe kommen. Der High Evolutionary wird nach dem folgenden Kampf auf seinem brennenden Schiff dem Tod überlassen, während die Tiere gerettet werden und zusammen mit den meisten Guardians an Bord von Knowhere gehen. Nachdem Cosmo nicht mehr in der Lage ist, die Schiffe lange genug zusammenzuhalten, damit Quill an Bord gehen kann, entkommt er nur knapp dem explodierenden Raumschiff des High Evolutionary und beginnt bereits, im Weltraum zu erfrieren, als er von Adam Warlock gerettet wird, der auf die Seite der Guardians gewechselt ist.
Abschließend verlässt Quill die Guardians, da er zur Erde zurückkehren möchte, um seinen Großvater wiederzusehen, und übergibt das Kommando an Rocket. Mantis begibt sich mit den Abilisken auf eine Selbstfindungsreise, Gamora zieht mit den Ravagers weiter, Nebula und Drax bleiben auf Knowhere, um die geretteten Kinder aufzuziehen. Während Peter seinen Großvater zum ersten Mal seit dem Tod seiner Mutter wiedertrifft und Gamora zu den Ravagers zurückkehrt, tanzen Groot, Rocket, Nebula, Drax und die übrigen Stadtbewohner zu „The Dog Days are over“, um den geretteten Kindern Hoffnung zu schenken.
In der Mid-Credit-Szene nehmen die neuen Guardians, bestehend aus Rocket, einem inzwischen ausgewachsenen Groot, Cosmo, Kraglin, Adam, Phyla (einem der geretteten Kinder) und Adams Haustier Blurp, eine neue Mission in Angriff.
In der Post-Credit-Szene sitzt Peter beim Frühstück mit seinem Großvater zusammen und überlegt, was er nun machen möchte. Auf einer Zeitung ist auf der Titelseite die Rede von dem Ausflug Kevin Bacons ins Weltall. Es wird angekündigt, dass Star Lord im Rahmen eines Marvel-Films zurückkehren wird (The Legendary Star Lord will return.).

## Produktion

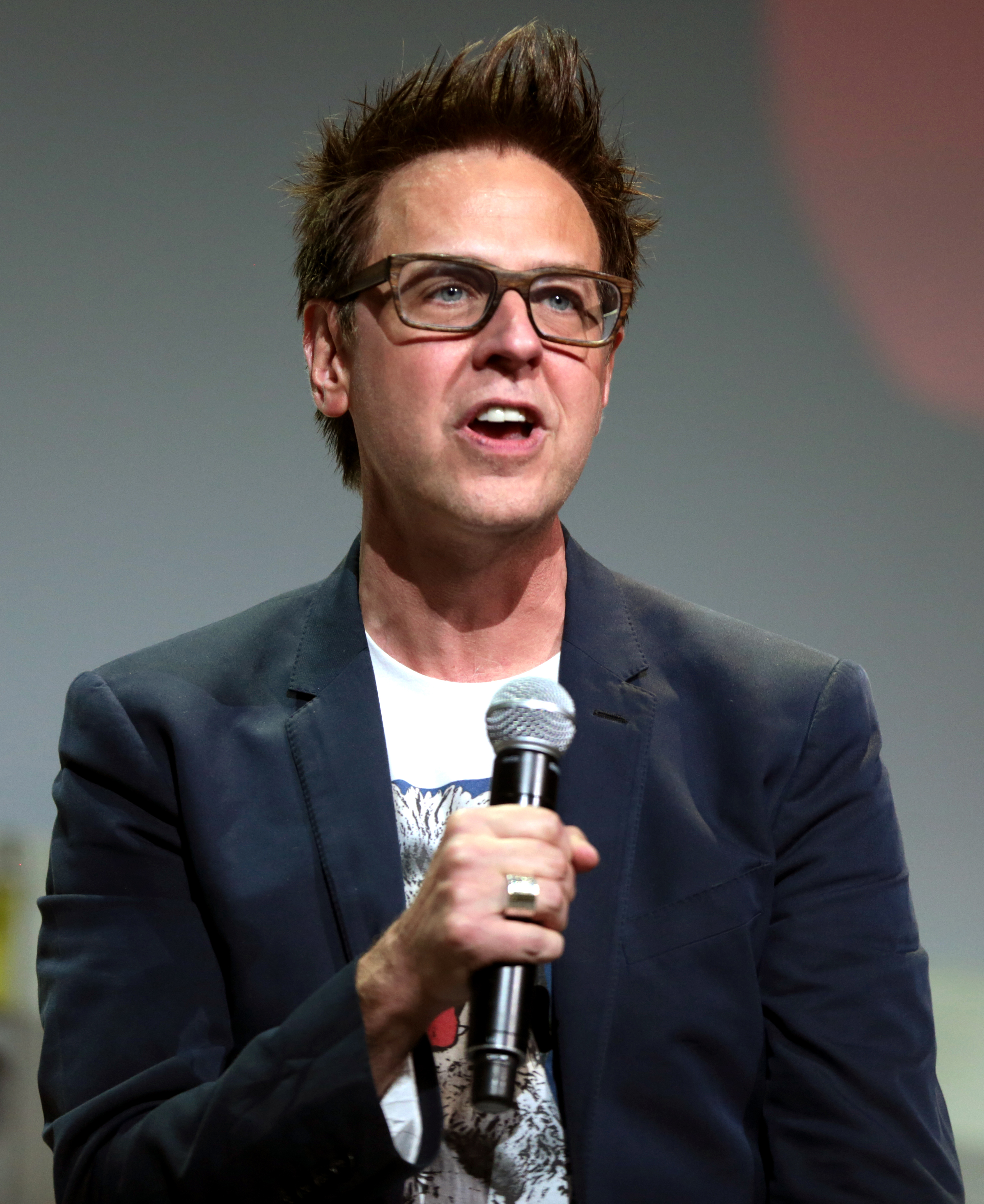
James Gunn auf der San Diego Comic-Con im Juli 2016

Im März 2017 erklärte James Gunn, dass es Pläne für einen dritten Guardians-of-the-Galaxy-Film gäbe. Im April 2017 gab Gunn außerdem bekannt, dass er zurückkehren würde, um bei Guardians of the Galaxy Vol. 3 Regie zu führen und das Drehbuch zu schreiben. Zudem sagte er, dass der dritte Teil die Geschichte der Guardians of the Galaxy abschließen und sich die drei Filme wie eine in sich abgeschlossene Trilogie anfühlen würden. Ein Jahr später bestätigte Chris Pratt, dass er wieder die Figur des Peter Quill/Star-Lord verkörpern würde und auch Dave Bautista sagte, dass er seine Rolle als Drax, der Zerstörer wiederaufnehmen würde. Im Juni 2018 erklärte Kevin Feige, dass James Gunn den ersten Entwurf des Drehbuchs fertiggestellt habe und die Dreharbeiten für den Film Anfang 2019 beginnen würden.
Einen Monat später feuerte die Walt Disney Company Gunn jedoch, nachdem zehn Jahre alte Tweets von Gunn, die Pädophilie und Vergewaltigung thematisierten, wieder aufgetaucht waren. Als Reaktion darauf veröffentlichten viele der Guardians-Darsteller, darunter Chris Pratt, Zoe Saldana, Dave Bautista, Bradley Cooper, Karen Gillan und Vin Diesel eine Stellungnahme zur Unterstützung Gunns. Die Produktion des Filmes wurde aufgrund von Gunns Entlassung vorerst auf Eis gelegt. Im März 2019 stellte Disney Gunn als Regisseur des Films wieder ein, der sich in der Zwischenzeit dem DC-Universum zugewandt hatte, wo er als Regisseur und Autor an The Suicide Squad (2021) arbeitete. Im April 2019 wurde berichtet, dass die Produktion des Films voraussichtlich im Jahr 2020 beginnen soll. Einige Zeit später bekundete Chris Hemsworth sein Interesse daran, möglicherweise seine Rolle des Thor im Marvel Cinematic Universe im Film wiederaufzunehmen. Am 20. Juli 2019 bestätigte Kevin Feige auf der San Diego Comic-Con International, dass sich viele Projekte, darunter auch Guardians of the Galaxy Vol. 3, in der Entwicklung befanden. Im November 2019 gab Karen Gillan bekannt, dass das Drehbuch des Films fertig sei und sie es bereits gelesen habe. Die Produktion des Filmes verzögerte sich wegen der Corona-Pandemie. Ein Jahr später meldete der Hollywood Reporter, dass es geplant sei, die Dreharbeiten des Filmes Ende 2021 zu beginnen. Der fertige Film sollte dann 2023 veröffentlicht werden, da Gunn vor Guardians of the Galaxy Vol. 3 das Guardians of the Galaxy Holiday Special schreiben und dabei auch Regie führen wolle.
Im Mai 2021 wurde berichtet, dass der Produktionsstandort des Filmes von London nach Atlanta verlegt worden sei. Am 28. Juni 2021 gab Chris Pratt während eines Interviews bei Jimmy Kimmel Live! bekannt, dass der Film voraussichtlich von November 2021 bis April 2022 gedreht werden soll. Auch Sylvester Stallone sollte seine Rolle als Stakar Ogord im Film wiederbekommen. Am 5. September 2021 gab James Gunn bekannt, dass er mit dem Schreiben des Storyboards begonnen habe. Einen Monat später wurde die Rolle des Marvel-Helden Adam Warlock mit Will Poulter besetzt. Ebenfalls verriet Gunn, dass John Murphy die Filmmusik komponieren würde. Am 8. November 2021 gab Gunn bekannt, dass der Film mit der Produktion begonnen habe.
Erstes Bildmaterial wurde im Juli 2022 exklusiv auf der San Diego Comic-Con vorgestellt; ein Trailer wurde am 1. Dezember 2022 im Rahmen der Comic Con Experience veröffentlicht. Guardians of the Galaxy Vol. 3 kam am 5. Mai 2023 in die US-amerikanischen Kinos. In den deutschen Kinos erschien er bereits am 3. Mai 2023.
Der Film wird in Deutschland auch im 3D-IMAX-Format gezeigt. Ein Großteil der Filmaufnahmen erfolgte mit der Kamera Red Ranger Monstro.

## Synchronisation
Die deutsche Synchronisation übernahm die Interopa Film in Berlin, nach einem Dialogbuch von Klaus Bickert und unter der Dialogregie von Björn Schalla. Nur wenige Figuren erhielten neue Stimmen, so übernahm Martin Keßler nach dem Tod von Hans-Eckart Eckhardt die Synchronisation von Groot, Bernd Egger die von Sylvester Stallone, da dessen Stammsprecher Thomas Danneberg sich aus Krankheitsgründen von der Synchronisation zurückgezogen hatte.
| Rolle                   | Schauspieler       | Deutscher Sprecher  |
| ----------------------- | ------------------ | ------------------- |
| Peter Quill / Star-Lord | Chris Pratt        | Leonhard Mahlich    |
| Gamora                  | Zoe Saldana        | Tanja Geke          |
| Groot                   | Vin Diesel         | Martin Keßler       |
| Rocket                  | Bradley Cooper     | Fahri Yardım        |
| Drax                    | Dave Bautista      | Alexander Duda      |
| Nebula                  | Karen Gillan       | Rubina Nath         |
| Mantis                  | Pom Klementieff    | Daniela Molina      |
| Adam Warlock            | Will Poulter       | Sebastian Kluckert  |
| Ayesha                  | Elizabeth Debicki  | Christin Marquitan  |
| The High Evolutionary   | Chukwudi Iwuji     | Oliver Feld         |
| Kraglin Obfonteri       | Sean Gunn          | Gerrit Schmidt-Foß  |
| Master Karja            | Nathan Fillion     | Tobias Kluckert     |
| Stakar Ogord            | Sylvester Stallone | Bernd Egger         |
| Martinex T’Naga         | Michael Rosenbaum  | Timmo Niesner       |
| Cosmo the Spacedog      | Marija Bakalowa    | Friedel Morgenstern |
| Recorder Theel          | Nico Santos        | Christian Gaul      |
| Recorder Vim            | Miriam Shor        | Birte Baumgardt     |
| Yondu Udonta            | Michael Rooker     | Tobias Lelle        |
| Grandpa Quill           | Gregg Henry        | Ronald Nitschke     |
| Ura                     | Daniela Melchior   | Nora Kunzendorf     |

## Rezeption

### Kritiken
Der Film erhielt überwiegend positive Kritiken. Rotten Tomatoes zählte 326 positive und 73 negative Rezensionen. Metacritic zählte 37 positive, 24 gemischte und 2 negativen Veröffentlichungen. Auf der Seite der Internet Movie Database wurde bei 333.024 Nutzern die gewichtete Durchschnittsnote 7,9 von 10 ermittelt.
Einige Rezensenten weisen jedoch darauf hin, dass der Film auch Elemente des Body-Horror-Genres enthält. Dies gilt besonders für die Tierversuche im Labor des Antagonisten und dessen Tod.

“Writer and director James Gunn pulled no punches for his third and final Marvel film. It’s abundantly clear that Gunn decided to return to his horror roots when tackling Rocket Raccoon’s (Bradley Cooper) deeply unsettling backstory. As the filmmaker did with his feature debut, Slither, Gunn develops that unsettling tone through some incredibly effective body horror elements, making for sequences so scary that Guardians of the Galaxy Vol. 3 could almost be considered a horror film.”

„Drehbuchautor und Regisseur James Gunn hat sich für seinen dritten und letzten Marvel-Film keine Blöße gegeben. Es ist völlig klar, dass Gunn zu seinen Horror-Wurzeln zurückkehren wollte, als er die zutiefst beunruhigende Hintergrundgeschichte von Rocket Raccoon (Bradley Cooper) in Angriff nahm. Wie schon bei seinem Spielfilmdebüt Slither entwickelt Gunn diesen beunruhigenden Ton durch einige unglaublich effektive Body-Horror-Elemente, die für so gruselige Sequenzen sorgen, dass man Guardians of the Galaxy Vol. 3 fast als Horrorfilm bezeichnen könnte.“

“Inflicting pain on a defenseless animal is already a monstrous act, but then giving that animal the mental capacity to understand that pain is pure unadulterated evil.”

„Einem wehrlosen Tier Schmerzen zuzufügen, ist schon eine Ungeheuerlichkeit, aber diesem Tier dann auch noch die geistige Fähigkeit zu verleihen, diesen Schmerz zu verstehen, ist das pure Böse schlechthin.“

Die Grausamkeiten seien für Kinder ungeeignet bzw. würden eine Triggerwarnung rechtfertigen, heißt es hier.

„Und wenn wir schon bei eklig sind, wollen wir an dieser Stelle auch noch eine kleine Trigger-Warnung für jüngere ‚Guardians‘-Liebhaber*innen loswerden: Tatsächlich reizt James Gunn in seinem Marvel-Schwanengesang die Grenzen der familienfreundlichen US-Altersfreigabe PG-13 noch einmal mächtig aus, gerade auch mit den Szenen rund um den High Evolutionary, bei denen auch die FSK sicherlich mehr als ein Auge zudrücken musste, um die für das MCU gewohnte Freigabe ab 12 Jahren rauszurücken.“

„Vor allem die ständige Gewalt an Tieren, von denen einige ein brutales Ende finden, könnte für kleine Fans verstörend sein. Die mal mehr, mal weniger knuffigen Geschöpfe, die alle die Fähigkeit zur Sprache besitzen, werden zum Teil geschlagen, erschossen, bei lebendigem Leib verbrannt oder sogar geköpft. Wie alle Marvel-Filme ist auch ‚Guardians 3‘ ab 12 Jahren freigegeben und Blut gibt es in diesen Szenen nicht zu sehen. Dennoch ist das Leid allein schon durch die Geräusche der verängstigten Wesen ziemlich greifbar.“

### Einspielergebnis
Bis zum 5. August 2023 konnte der Film weltweit rund 845,6 Mio. US-Dollar einspielen, davon alleine 359 Mio. in Nordamerika. In Deutschland wurden 2.002.576  Zuschauer gezählt und 23.285.893 € eingenommen.

### Auszeichnungen
Annie Awards 2024
- Auszeichnung für die Beste Figurenanimation in einem Realfilm[40]

Art Directors Guild Awards 2024
- Nominierung für das Beste Szenenbild in einem Fantasyfilm (Beth Mickle)[41]

British Academy Film Awards 2024
- Nominierung für die Besten visuellen Effekte (Theo Bialek, Stephane Ceretti, Alexis Wajsbrot & Guy Williams)

Critics’ Choice Movie Awards 2024
- Nominierung für die Besten visuellen Effekte

Critics’ Choice Super Awards 2024
- Nominierung als Bester Superheldenfilm
- Nominierung als Bester Darsteller in einem Superheldenfilm (Bradley Cooper)
- Nominierung als Beste Darstellerin in einem Superheldenfilm (Zoe Saldana)
- Nominierung als Bester Filmbösewicht (Chukwudi Iwuji)[42]

Golden Globe Awards 2024
- Nominierung als Cinematic and Box Office Achievement

Golden Tomato Awards 2024
- Auszeichnung als Bester Superheldenfilm[43]

Grammy Awards 2024
- Nominierung als Best Compilation Soundtrack for Visual Media

Hollywood Music in Media Awards 2023
- Nominierung für das Beste Soundtrack-Album[44]

Make-Up Artists and Hair Stylists Guild Awards 2024
- Nominierung für das Beste zeitgenössische Make-up (Jane Galli)
- Nominierung für das Beste historische oder Figuren-Make-up (Alexei Dmitriew, Nicole Sortillon, Amos Samantha Ward & LuAndra Whitehurst)
- Nominierung für die Besten Make-up-Spezialeffekte (Alexei Dmitriew, Lindsay MacGowen, Shane Mahan & Scott Stoddard)
- Nominierung für die Besten historischen Frisuren (Cassandra Lyn Russek, Stephanie Fenner, Peter Tothpal & Connie Criswell)[45]

Nickelodeon Kids’ Choice Awards 2024
- Nominierung als Bester Film
- Nominierung als Bester Schauspieler (Chris Pratt)
- Nominierung als Beste Schauspielerin (Zoe Saldana)

Oscarverleihung 2024
- Nominierung für die Besten visuellen Effekte (Stephane Ceretti, Alexis Wajsbrot, Guy Williams & Theo Bialek)

People’s Choice Awards 2024
- Nominierung als Bester Film
- Nominierung als Bester Actionfilm
- Nominierung als Bester Darsteller (Chris Pratt)
- Nominierung als Bester Darsteller in einem Actionfilm (Chris Pratt)[46]

Saturn-Award-Verleihung 2024
- Auszeichnung als Bester Superheldenfilm
- Nominierung für die Beste Regie (James Gunn)
- Nominierung als Bester Hauptdarsteller (Chris Pratt)
- Nominierung für das Beste Make-up (Alexei Dmitriew)
- Nominierung für das Beste Szenenbild (Beth Mickle)
- Nominierung für die Besten Kostüme (Judianna Makovsky)
- Nominierung für die Besten Effekte (Stéphane Ceretti, Alexis Wajsbrot, Guy Williams & Daniel Sudick)

Screen Actors Guild Awards 2024
- Nominierung als Bestes Stuntensemble

VES Awards 2024
- Nominierung für die Besten visuellen Effekte in einem fotorealistischen Spielfilm
- Auszeichnung für den Besten animierten Charakter in einem fotorealistischen Spielfilm („Rocket“)
- Nominierung für die Beste erschaffene Umgebung in einem fotorealistischen Spielfilm
- Auszeichnung für die Beste virtuelle Kameraarbeit
- Nominierung für das Beste Modell
- Nominierung für das Beste Compositing und die beste Beleuchtung[47]